# Aero A-101
Aero A-101 byl československý bombardovací dvouplošník, který vznikl vývojem z letounu Aero A-100. Typ byl od ledna 1936 ve výzbroji československého letectva, po roce služby byly letouny prodány do Španělska, kde byly nasazeny oběma bojujícími stranami v občanské válce.

## Vývoj
Motivem pro vznik typu byla snaha československého ministerstva obrany najít využití pro zásobu padesáti motorů Praga Asso (licence italského Isotta Fraschini Asso), které měly být původně použity v bombardérech Aero A-42. Plánovaná sériová výroba A-42 se ale neuskutečnila a předem zakoupené motory byly od roku 1932 uloženy ve vojenských skladech. Ministerstvo obrany proto podmínilo další objednávku na A-100 použitím motorů Asso.
Drak letounu byl zvětšen a zesílen, protože motor Asso byl těžší než původní Avia Vr.36. Prototyp poprvé vzlétl 12. prosince 1934. Ačkoliv nový motor byl silnější, výkony A-101 byly slabší než u A-100. Problémy s motorem byly také jednou z příčin zpoždění v dodání objednaných 29 sériových letounů československému letectvu, které proběhlo až v lednu 1936.

## Nasazení

### Československé letectvo
Většina strojů sloužila v Leteckém pluku 6 u letek 71 a 72 ve Kbelích a letek 73 a 74 v Milovicích. Několik kusů bylo zapůjčeno Leteckému pluku 5 v Brně pro nácvik nočního létání. Letouny byly poměrně spolehlivé, jejich výkony byly ale považovány za slabé a během služby se začaly objevovat problémy s uvolňováním potahu křídel a praskáním trubek tvořících konstrukci trupu. Docházelo i k poruchám motorů, ve dvou případech bylo selhání motoru příčinou havárie. Posádky obě nehody přežily bez zranění, zdemolované draky letounů musely být zrušeny a motory předány výrobci k opravě.
Ministerstvo obrany další sérii A-101 neobjednalo a vývoj pokračoval typem Ab-101 s motorem Hispano-Suiza 12Ydrs. Již v roce 1937 byly všechny A-101 prodány vládě republikánského Španělska, kde v této době probíhala občanská válka. Kvůli embargu na dodávky zbraní bojujícím stranám proběhl obchod prostřednictvím Estonska.

### Občanská válka ve Španělsku
Kupní smlouva byla podepsána v Tallinnu 23. ledna 1937. A-101 po roce služby v československém letectvu byly prodány po 884 229 Kč za kus, což bylo více než pořizovací cena nového letounu 862 000 Kč. Kontrakt zahrnoval kromě 28 strojů A-101, náhradních dílů a motorů Asso i 24 stíhacích letounů Letov Š-231, také s náhradními díly a motory. Celková částka 70 108 329,25 Kč překonávala jakýkoliv předchozí export československého leteckého materiálu. Čistý zisk ministerstva obrany činil 5 529 318,25 Kč.
První dodávka 22 kusů A-101 byla 8. dubna 1937 odeslána z Gdyně na palubě lodi Hordena, plující pod panamskou vlajkou. Oficiálním cílovým přístavem bylo uruguayské Montevideo, ve skutečnosti směřovala do španělského Santanderu. Nacionalisté měli o nákladu lodi přesné zprávy od svých informátorů a 15. dubna byla Hordena v Biskajském zálivu zadržena lehkým křižníkem Almirante Cervera. Ukořistěné A-101 byly zařazeny do nacionalistického letectva, bojově létaly pravděpodobně od počátku června 1937. Ve službě se osvědčily a vydržely až do konce občanské války. Během bojů bylo devět kusů ztraceno. Žádný ale nebyl sestřelen nepřátelským letounem, protože byly nasazeny na úsecích fronty, kde bylo republikánské stíhací letectvo slabé a samy byly chráněny vlastními stíhačkami. Příčinou většiny ztrát byly nehody. A-101 byly v nacionalistickém letectvu přezdívány Oca (husa) nebo Praga.
Zbylých šest kusů A-101 bylo dodáno na jaře 1938 opět přes Gdyni pravděpodobně na palubě francouzské lodi Gravelines. Loď svůj náklad vyložila ve francouzském přístavu Bassens nedaleko Bordeaux, do Španělska byl převezen v kamionech 10. května 1938. A-101 byly v republikánském letectvu označeny  LA (Ligero Aero) 001 až 006. Na rozdíl od nacionalistů nebyly u republikánů letouny příliš oblíbeny a získaly přezdívku tlustá kráva. Republikánský pilot Santiago Capillas Goiti, bývalý velitel letky Polikarpovů R-5 a R-Z, hodnotil A-101 jako „velmi těžkopádné, špatně manévrující a s nedostatečnou rychlostí“. Na frontě nasazeny nebyly, sloužily pouze k pobřežnímu hlídkování z letišť v okolí Gerony. Stroje  byly zničeny 5. a 6. února 1939 při náletech na letiště Figueras a Vilajuiga, o případných ztrátách během předchozí služby není nic známo. Informace ve starší literatuře o republikánských A-101 ukořistěných na konci občanské války jsou velmi pravděpodobně mylné, způsobené záměnou s R-5 a R-Z.
Po vítězství nacionalistů v občanské válce byly zbylé A-101 používány jako školní, ale kvůli zastaralosti typu a nedostatku náhradních dílů byly postupně vyřazovány. K 1. srpnu 1940 bylo ve stavu španělského letectva posledních pět neletuschopných kusů, určených ke zrušení.

## Uživatelé
- Československo
  - Československé letectvo: 29 sériových strojů, do řadové služby zařazen i prototyp
- Španělská republika
  - Letectvo Španělské republiky: zakoupeno 28 kusů, ve stavu pravděpodobně pouze 6 letounů, zbytek ukořistěn nacionalisty během přepravy
- Španělský stát
  - Španělské letectvo: pravděpodobně 22 kusů

## Specifikace
Data podle časopisu Letectví a kosmonautika

### Technické údaje
- Osádka: 2
- Rozpětí: 17,00 m
- Délka:  12,09 m
- Výška: 3,86 m
- Nosná plocha: 57,10 m²
- Hmotnost prázdného letounu: 2500 kg
- Vzletová hmotnost: 4260 kg
- Motor: Praga Asso o výkonu 588 kW (800 k)

### Výkony
- Maximální rychlost
  - u země: 245 km/h
  - ve výšce 4500 m: 265 km/h
- Praktický dostup: 5600 m
- Dolet v cestovním režimu: 845 km

### Výzbroj
- 1× pevný synchronizovaný kulomet vz. 28 nebo vz. 30 ráže 7,92 mm
- 2× pohyblivý kulomet vz. 28 nebo vz. 30 ráže 7,92 mm
- 600 kg pum